# Monte Civetta
Monte Civetta (wł.: sowa) – szczyt w Dolomitach, w prowincji Belluno w północnych Włoszech. Jego stroma północno-zachodnia ściana o wysokości 1000 i szerokości 4000 metrów góruje nad miejscowością Alleghe i stanowi jeden z ważniejszych celów wspinaczkowych w Alpach. Na szczyt prowadzą dwie drogi typu via ferrata: Via ferrata degli Alleghesi oraz Via ferrata Attilio Tissi oraz wiele dróg wspinaczkowych. W masywie Civetty znajdują się popularne wieże skalne: Torre Trieste oraz Torre Venezia.
Pierwszego wejścia dokonał Simone de Silvestro prawdopodobnie już w 1855 r.

## Działalność polskich wspinaczy w tym regionie
- 1972 – Jerzy Kukuczka – poprowadzenie drogi Direttissima dei Polacchi na Torre Trieste

## Galeria

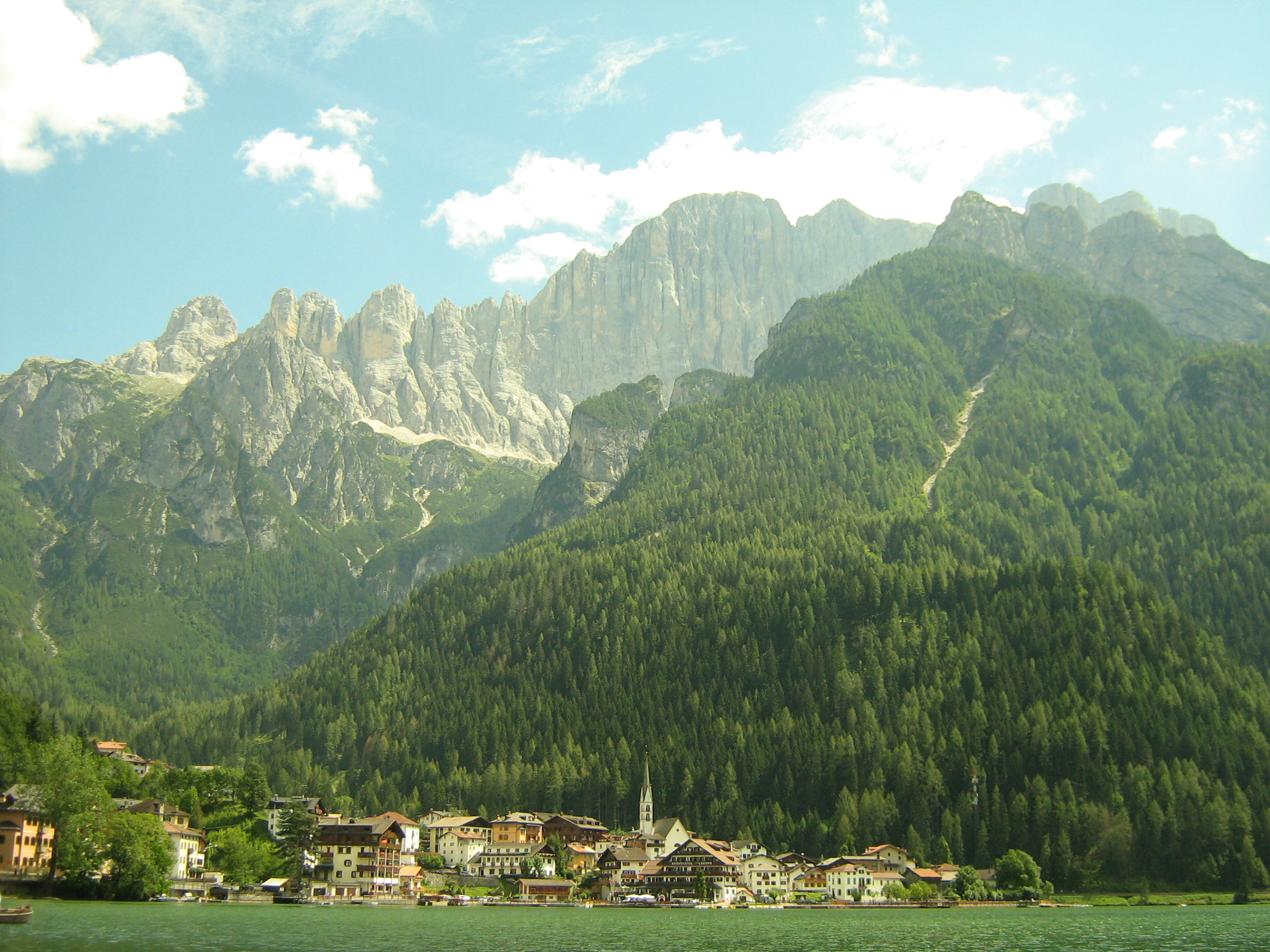
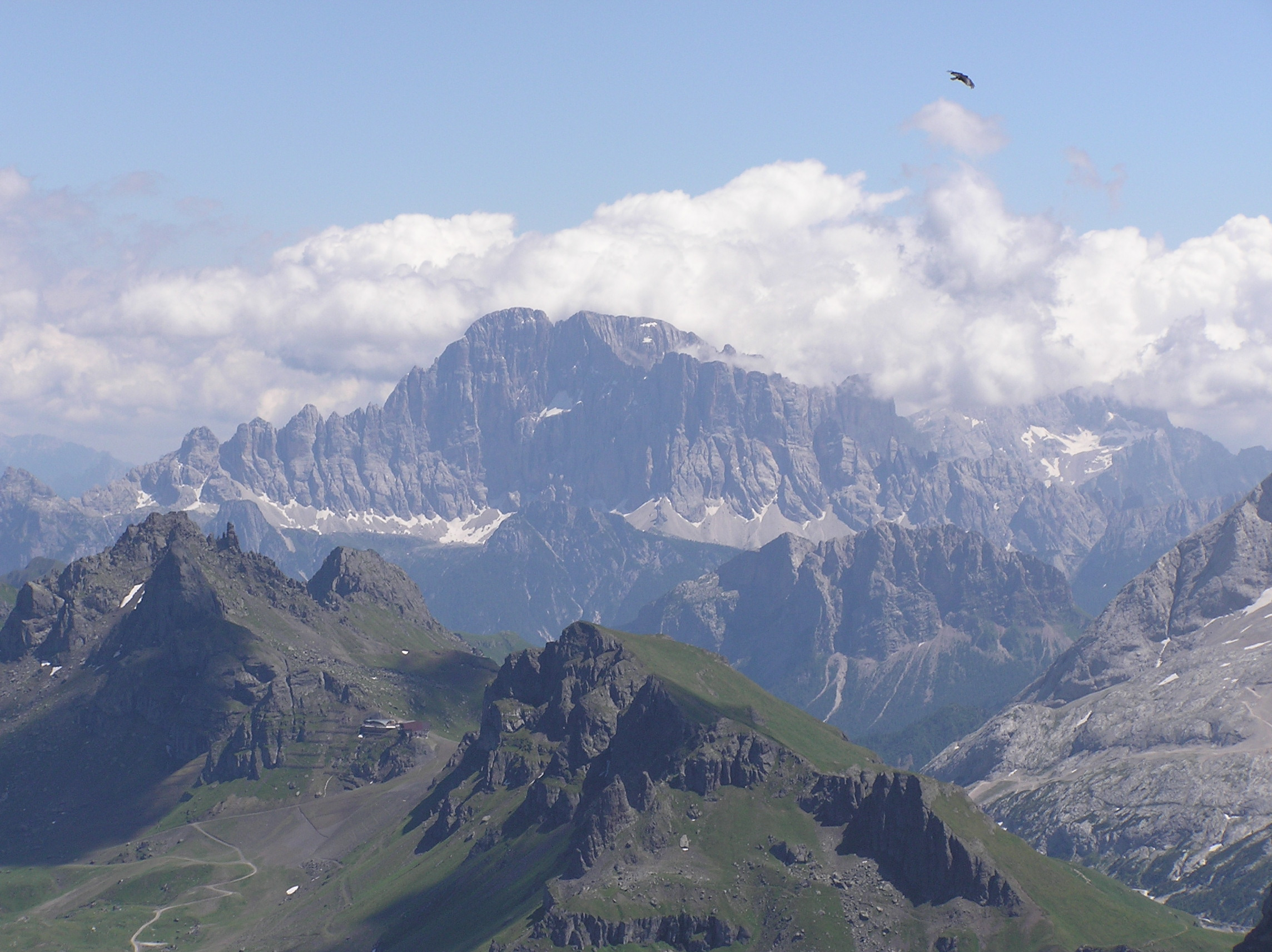
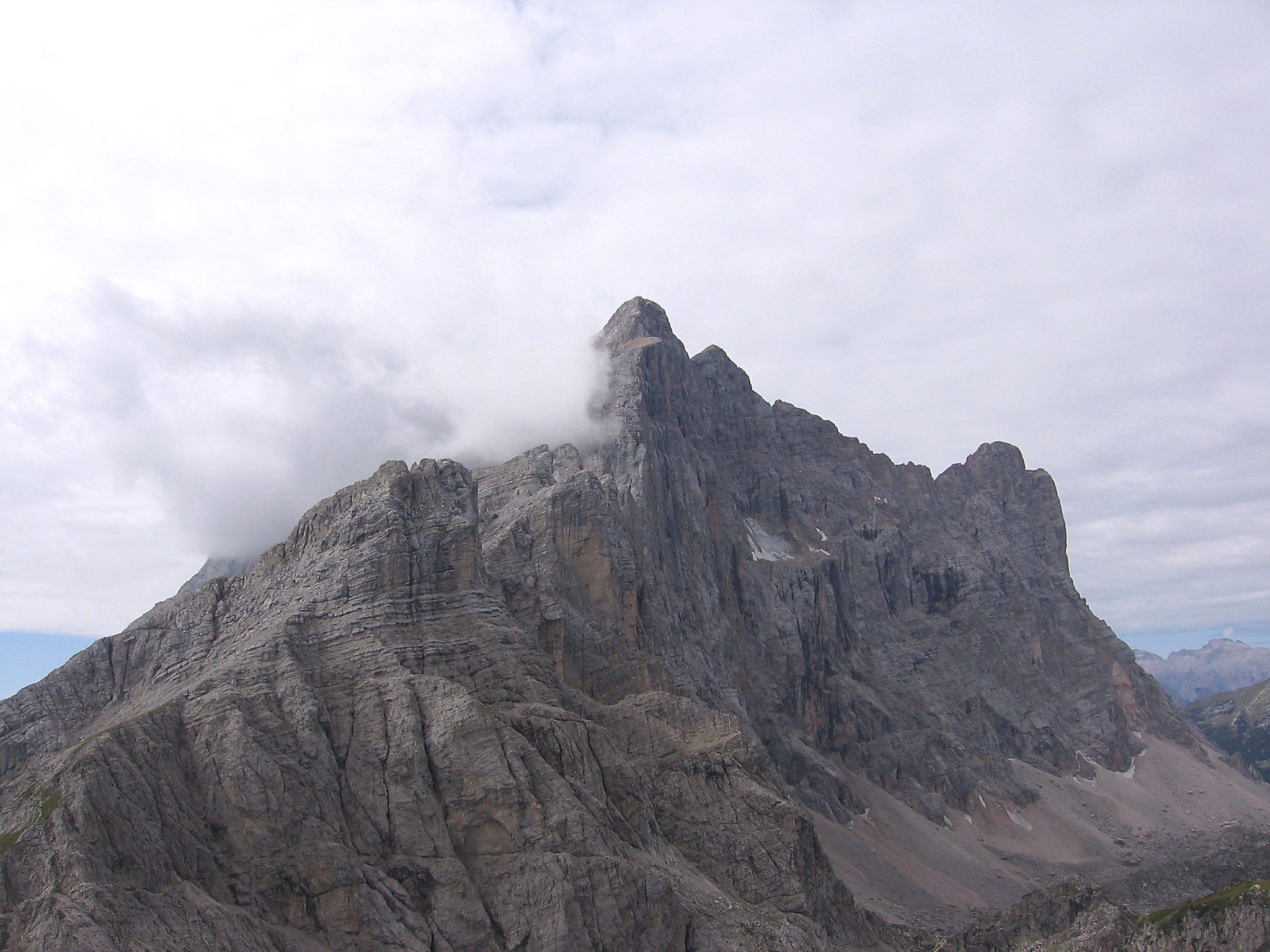